# Ronabea latifolia
Ronabea latifolia är en måreväxtart som beskrevs av Jean Baptiste Christophe Fusée Aublet. Ronabea latifolia ingår i släktet Ronabea och familjen måreväxter. Inga underarter finns listade i Catalogue of Life.